# Templo de Marte (Via Ápia)
Templo de Marte (em latim: Templum/Aedis Martis) era o principal templo romano dedicado a Marte localizado fora da cidade, no lado norte da Via Ápia entre o primeiro e segundo marco miliário, num trecho elevado conhecido como Clivo de Marte. O sítio localiza-se a 2 quilômetros da Porta Capena, na Muralha Serviana, e logo adiante da Porta Ápia, na Muralha Aureliana. Vinculado ao templo havia um bosque que, junto com o distrito circundante, foi designado "Para/Em direção a Marte" (Ad Martis).
A data de fundação do Templo de Marte é incerta, exceto se a afirmação de Tito Lívio sobre a fundação do Templo de Marte em 388 a.C. por Tito Quíncio Cincinato Capitolino refira-se a este edifício e não seu homônimo no Campo de Marte. Seja qual for o ano, é certo que sua data de dedicação foi 1 de julho. Ao longo da história romana as tropas, quando estavam organizando-se para a guerra, reuniam-se diante do templo e foi a partir dele que a procissão da cavalaria iniciou.
Sabe-se mediante a descrição de Tito Lívio que no templo havia uma estátua de Marte e figuras de lobos. Nenhum vestígio concreto do edifício sobreviveu in situ. Contudo, escavações realizadas em 1848 nas proximidades da Porta Ápia detectaram grande quantidade de mármore de um edifício colapsado que posteriormente, mediante a descoberta de inscrições, provaram pertencer ao templo.